# Надудотурку
Надудотурку (Мунуто) — озеро в юго-западной части Таймырского полуострова. С севера примыкает к горному массиву Бырранга. Площадь 127 км². Водосборная площадь — 631 км². Высота на уровнем моря — 53 м. С октября по июнь покрыто льдом.
Питание озера снеговое и дождевое. В озеро впадает большое количество рек, в том числе Сырадасай, Дюндака, Лабака. Вытекает река Быстрая, приток Пуры, бассейн Пясины.
На побережье расположена метеорологическая станция и несколько охотничьих и рыболовецких изб. Озеро богато рыбой.
Ближайшие населённые пункты: морской порт Диксон и речная пристань Воронцово в устье Енисея.